# Dingyu
Dingyu (kinesiska: 丁峪, 丁峪乡) är en socken i Kina. Den ligger i provinsen Shanxi, i den norra delen av landet, omkring 130 kilometer öster om provinshuvudstaden Taiyuan.
Genomsnittlig årsnederbörd är 642 millimeter. Den regnigaste månaden är juli, med i genomsnitt 203 mm nederbörd, och den torraste är december, med 5 mm nederbörd.